# Tarsolepis remicauda
Tarsolepis remicauda är en fjärilsart som beskrevs av Butler 1872. Tarsolepis remicauda ingår i släktet Tarsolepis och familjen tandspinnare. Inga underarter finns listade i Catalogue of Life.